# طرح برواربندي حاج غلامرضا قبادي (مقاطعة دلفان)
طرح برواربندي حاج غلامرضا قبادي (بالفارسية: طرح پرواربندی حاج غلامرضا قبادی) هي قرية تقع في قسم نورعلي الريفي بمقاطعة دلفان في إيران.